# Hàm thỏa dụng gián tiếp

Hàm thỏa dụng gián tiếp là hàm số thể hiện quan hệ phụ thuộc của mức thỏa dụng tối đa (mà người tiêu dùng đạt được từ việc tiêu dùng một mặt hàng) vào giá cả của mặt hàng (biến ngoại sinh) vào thu nhập có thể sử dụng được (cố định) của người tiêu dùng.
Thông thường người tiêu dùng nghĩ tới mức thỏa dụng của mình trực tiếp trên cơ sở mặt hàng gì mình tiêu dùng. Kinh tế học biểu diễn điều này bằng hàm thỏa dụng, u = U(X,Y). Song lượng cầu một mặt hàng, như thấy qua hàm cầu Marshall và lời giải của bài toán tối đa hóa thỏa dụng, lại phụ thuộc vào giá cả hàng hóa và thu nhập, X = X(P,M). Nên có thể, biểu diễn hàm thỏa dụng thành u = U(X(P,M)) = U(P,M). Chính điều này khiến cho có tên gọi "hàm thỏa dụng gián tiếp".
Hàm thỏa dụng gián tiếp là hàm số mà:
- không tăng theo giá cả, vì khi giá hàng tăng mà thu nhập không đổi thì lượng hàng mua được không thể tăng lên.
- không giảm theo thu nhập, vì khi giá cả không đổi mà thu nhập tăng lên thì nếu muốn người tiêu dùng có thể mua được lượng hàng lớn hơn.
- thuần nhất bậc 0, vì nếu thu nhập và giá hàng cùng tăng chung một bội số thì lượng hàng mua được không đổi.
- tựa lồi.